# 22a Flotilla d'U-Boot
La 22a Flotilla de Submarins (alemany: ("22. Unterseebootsflottille") ser formada el gener de 1941 a Gotenhafen, sota el comandament del Korvettenkapitän Wilhelm Ambrosius. Va ser dissolta el maig de 1945.

## Comandants de la Flotilla
| Duració                        | Comandant                            |
| ------------------------------ | ------------------------------------ |
| gener de 1941 – gener de 1944  | Korvettenkapitän Wilhelm Ambrosius   |
| gener de 1944 – juliol de 1944 | Korvettenkapitän Wolfgang Lüth       |
| juliol de 1944 – maig de 1945  | Korvettenkapitän Heinrich Bleichrodt |